# Katechizm Św. Piusa X

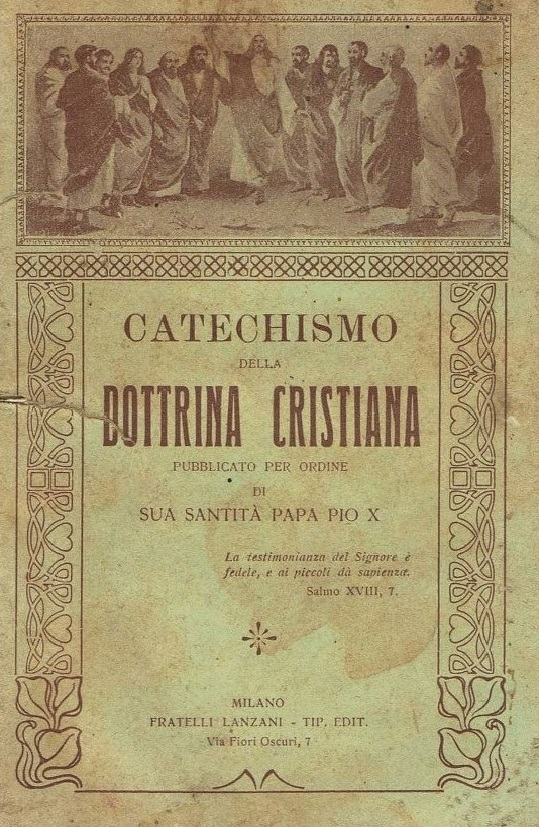
Catechismo della Dottrina Cristiana.

Katechizm Św. Piusa X – krótka książka, wydana przez papieża Piusa X, z pytaniami i odpowiedziami na podstawowe zagadnienia wiary katolickiej, będąca częścią większego dzieła służącego do użytku katechetycznego w diecezjach prowincji rzymskiej. 

## Powstanie oraz cechy katechizmu
Papież Pius X chcąc dostarczyć włoskim nauczycielom religii oraz uczącej się młodzieży podręcznika, który zawierałby w sposób prosty oraz jasny wykład zasad i prawd wiary katolickiej, polecił wydać opracowany przez siebie katechizm we wszystkich diecezjach prowincji rzymskiej wraz z życzeniem, aby inni biskupi (przynajmniej włoscy) także zaprowadzili go u siebie. 
Katechizm ten został wydany po raz pierwszy w Rzymie w 1905 roku. Został napisany w języku włoskim, pod tytułem Compendio della dottrina cristiana (Krótkie Zebranie Nauki Chrześcijańskiej) i składał się głównie z dwóch części: z Katechizmu krótkiego, przeznaczonego dla dzieci które jeszcze nie przystąpiły do Komunii świętej oraz z Katechizmu większego, który był przeznaczony dla starszych dzieci, które już przystępują do Komunii świętej. Oprócz tego zawierał jeszcze następujące dodatki: Pierwsze początki katechizmu dla małych dziatek, Naukę o świętach Pana Jezusa, Matki Boskiej i Świętych oraz Krótką Historię Religii. Całość liczyła 413 stron.
Benedykt XVI w katechezie poświęconej Piusowi X w czasie audiencji generalnej 18 sierpnia 2010 roku stwierdził, że: Katechizm ten, noszący jego imię, stał się dla wielu niezawodnym przewodnikiem w poznaniu prawd wiary, dzięki prostemu, jasnemu i ścisłemu językowi oraz ze względu na skuteczność w wyjaśnianiu.

## Polskie przekłady
Na język polski został przetłumaczony z włoskiego oryginału przez Franciszka Symona i wydany po raz pierwszy w 1907 roku w Lublinie a w 1908 roku w Warszawie pt. Katechizm większy.
W 2006 roku tłumaczenie z języka angielskiego (Catechism of St. Pius X) dokonane przez Marcina Karasa wydało Wydawnictwo Diecezjalne i Drukarnia w Sandomierzu pt. Katechizm św. Piusa X. Vademecum katolika w ramach serii „Biblioteka Rodziny Katolickiej”.